# Форти Раджастхану
Форти Раджастхану — комплекс оборонних споруд на території штату Раджастхан (Індія), до якого входять шість об'єктів: форти Читторґарг, Амбер, Кумбгалґарг, Рантгамбор, Ґаґрон та Джайсалмер. Форти розташовані біля хребта Аравалі й були споруджені в період із V до XVIII століття.

## Короткий опис
Еклектична архітектура цих укріплень, як вважається, мала на меті продемонструвати міць держави раджпутів (існувала з VIII до XVIII століття). Усередині мурів оборонних споруд були великі базари, палаци та інші будівлі, зокрема і храми. Форти мали не лише військові функції, але й були центрами розвитку культури — музики, образотворчого мистецтва, освіти.
Фортифікаційні споруди та центральні будівлі деяких із цих фортів досі існують, також на їхній території збереглося чимало храмів та інших священних будівель. Форти часто зводилися з урахуванням особливостей природного ландшафту певної території, що створювало додаткові переваги при обороні: це могли бути пагорби, пустелі, річки. Густі ліси також могли слугувати додатковим чинником захисту в разі нападу ворогів.
Давні системи водопостачання, побудовані в Раджастханских фортах, в деяких випадках, досі функціонують і використовуються.
2013 року форти Раджастхану було занесено до списку Світової спадщини ЮНЕСКО.

## Галерея

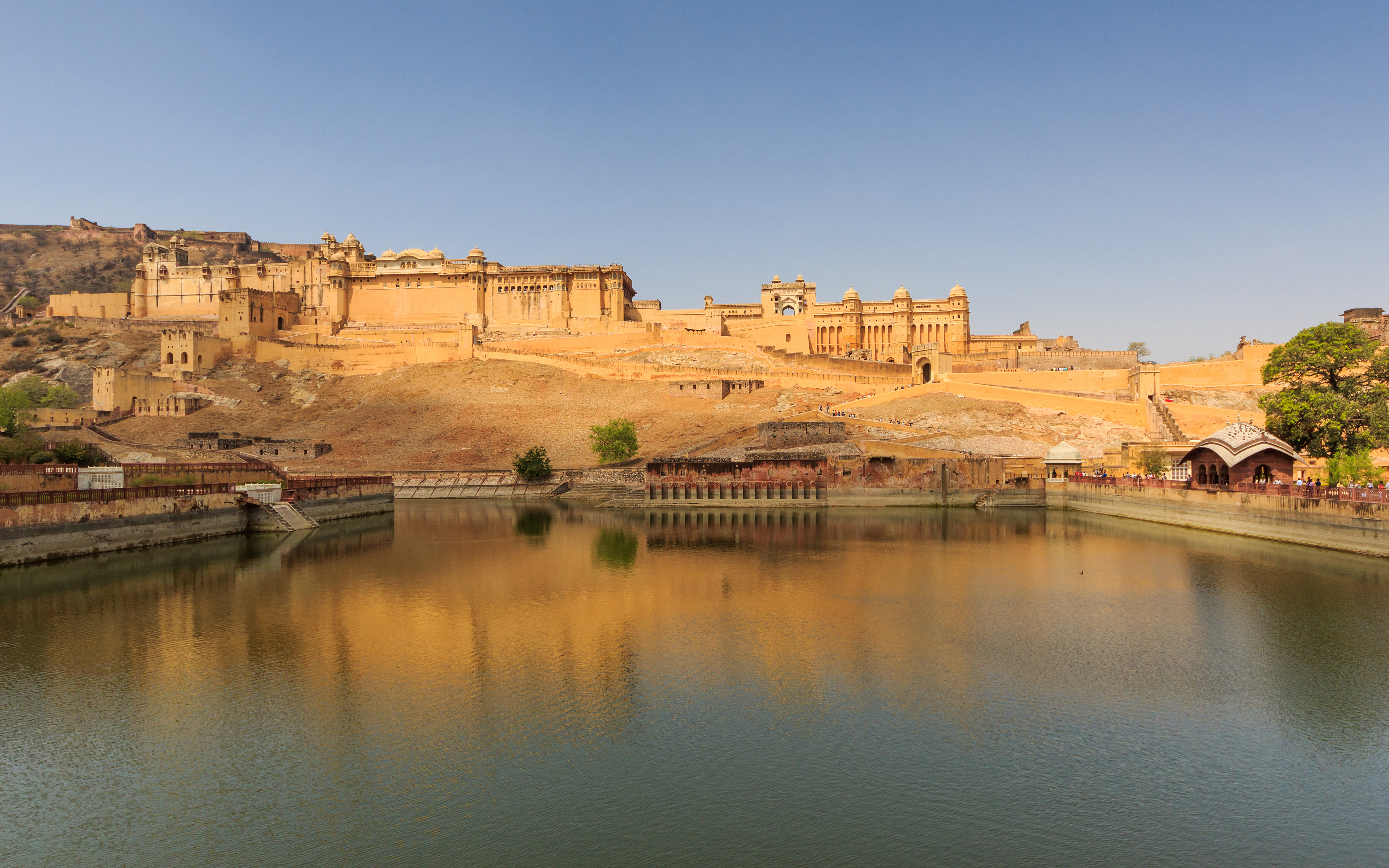
Форт Амбер
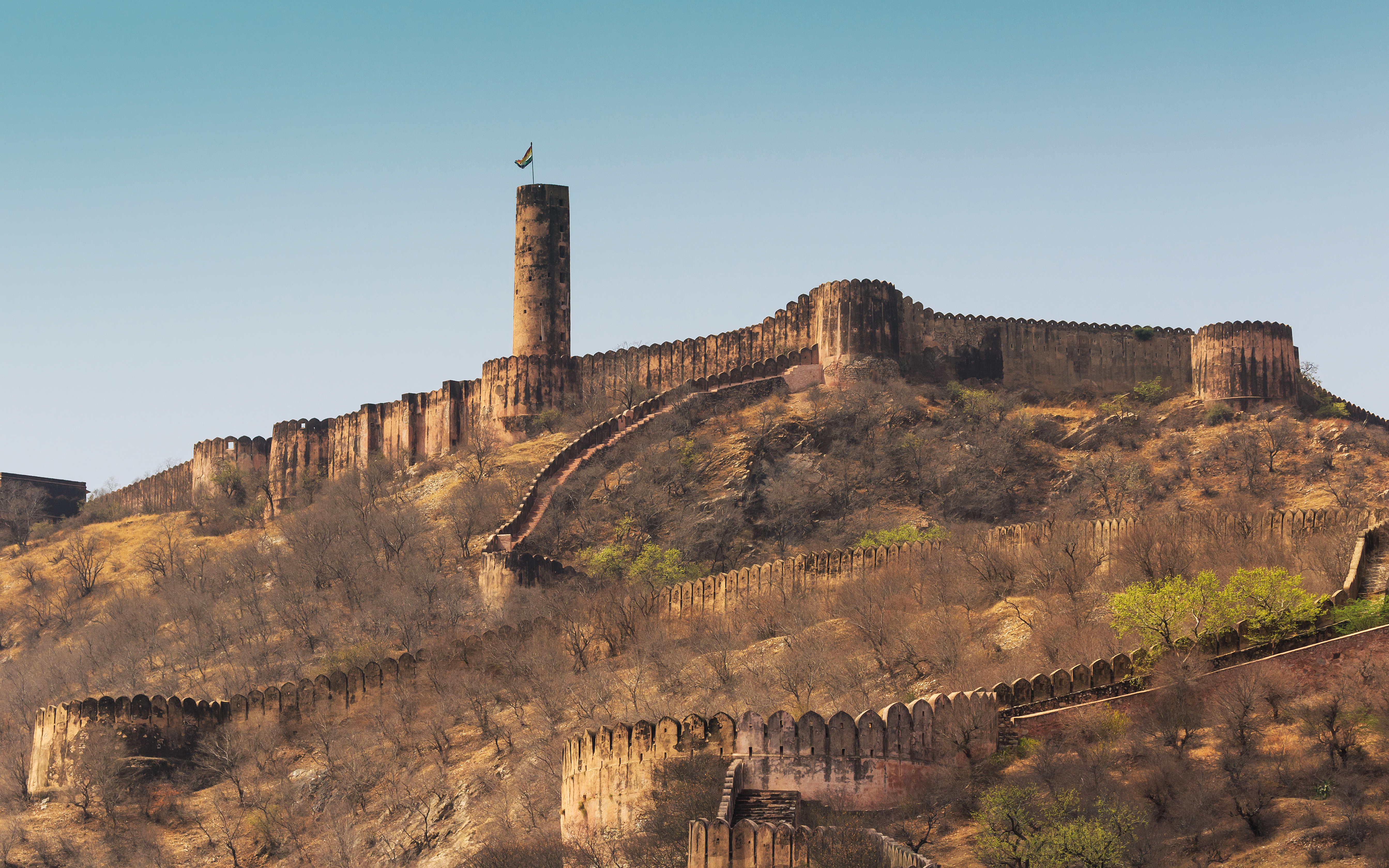
Джайґарг
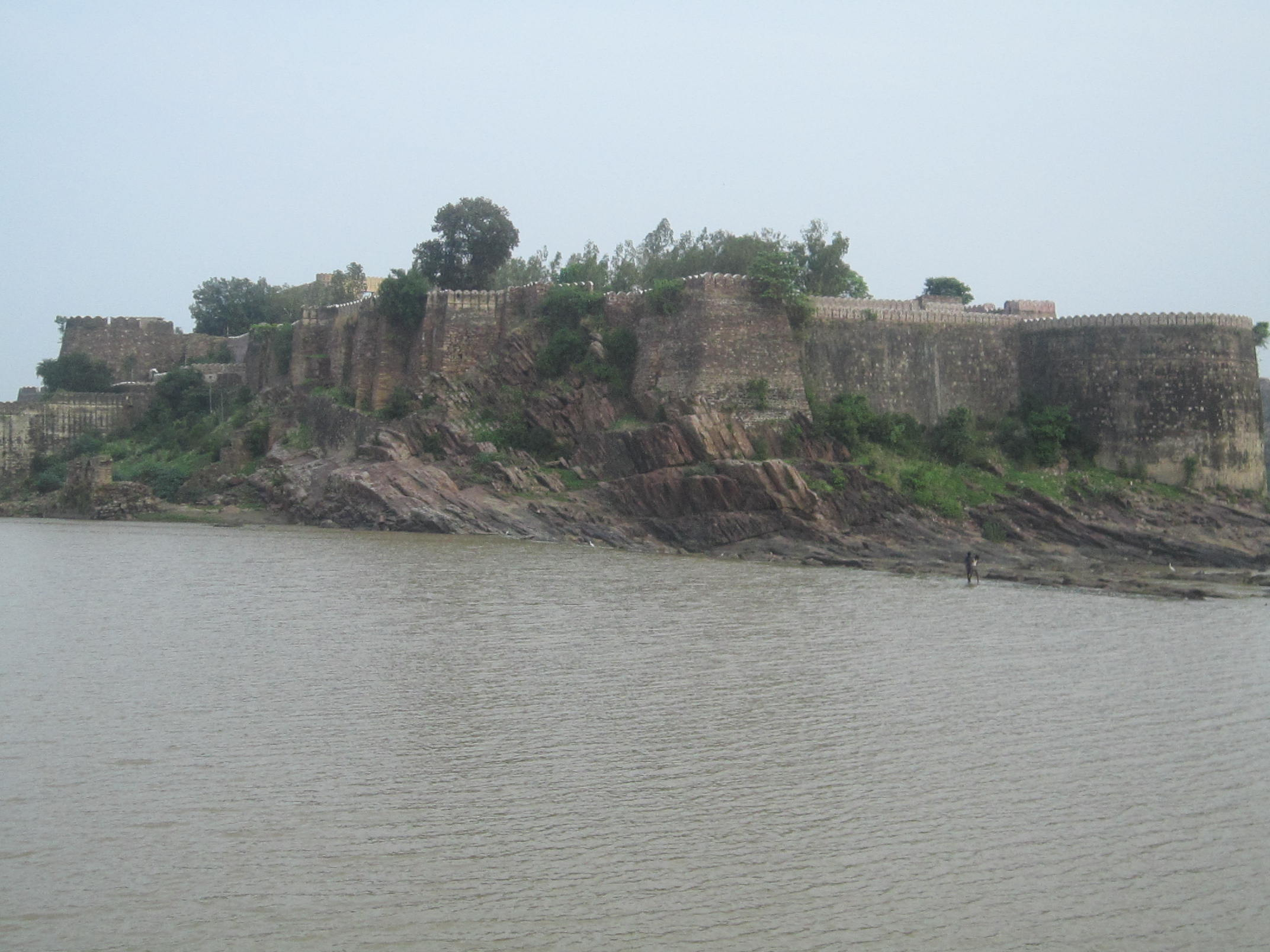
Ґаґрон
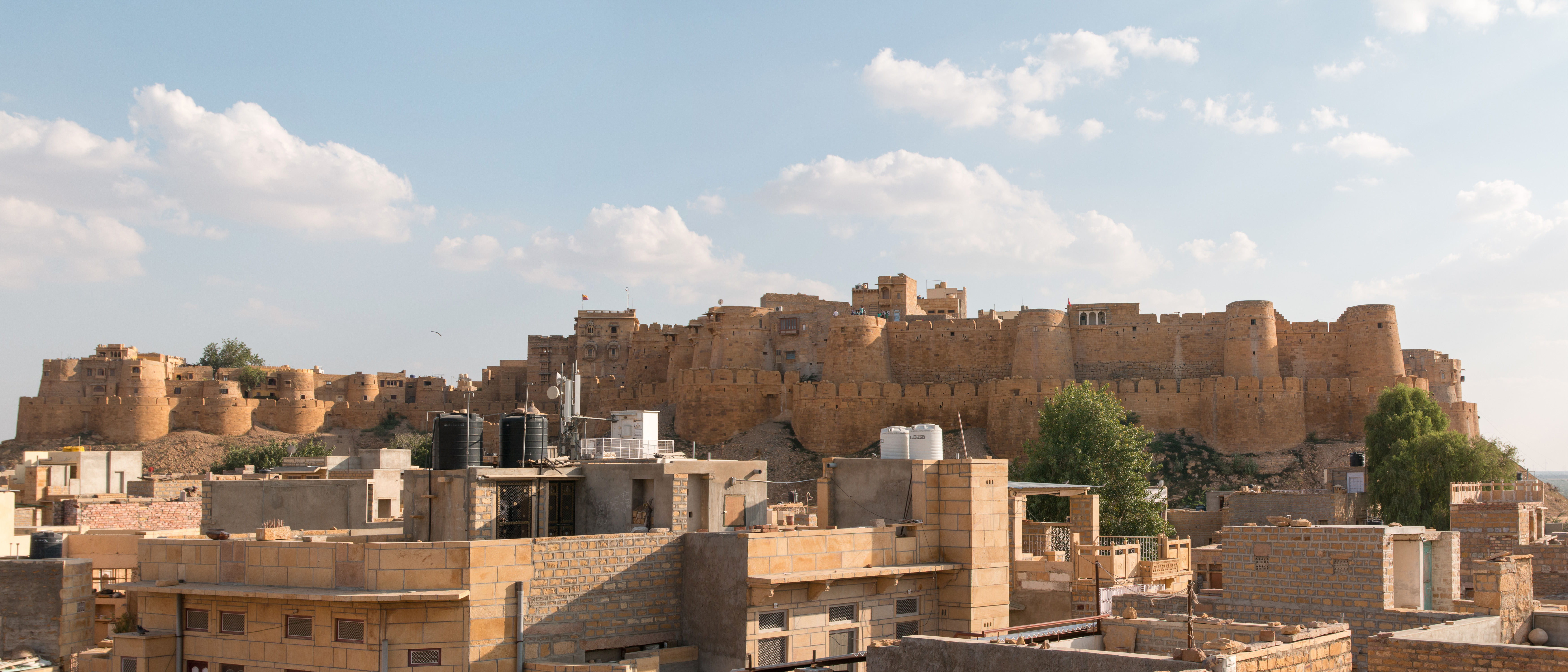
Джайсалмер
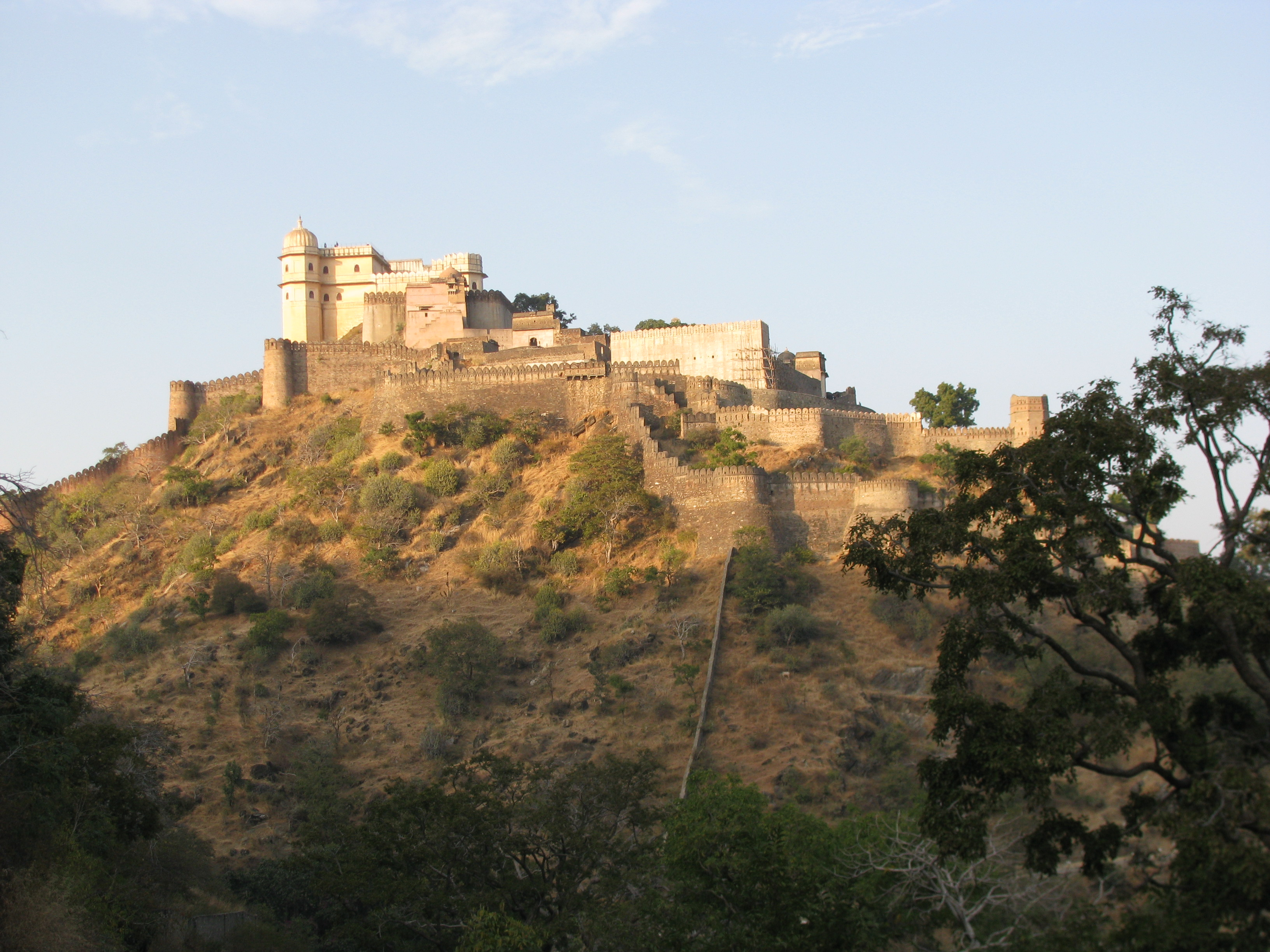
Кумбгалґарг
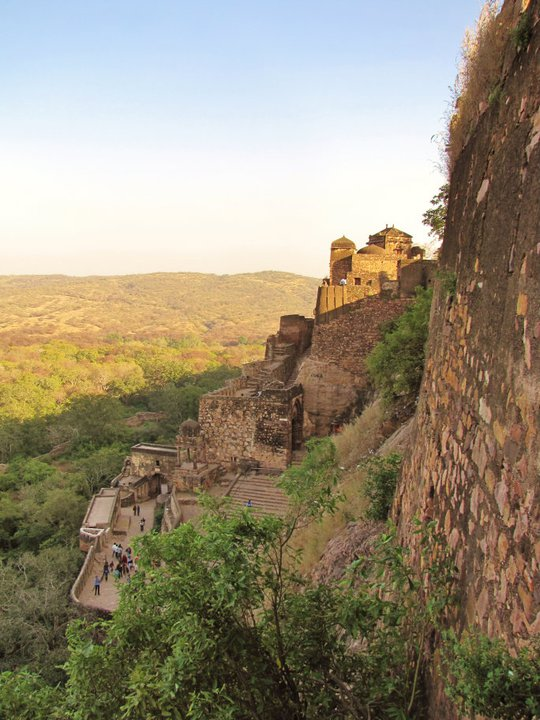
Рантхамбор